# Giovanni Canestri
Giovanni Canestri (1918–2015) là một Hồng y người Italia của Giáo hội Công giáo Rôma. Ông từng đảm nhận vai trò Hồng y Đẳng Linh mục Nhà thờ S. Andrea della Valle và Tổng giám mục đô thành Tổng giáo phận Genova trong suốt 8 năm, từ năm 1987 đến năm 1995.
Vốn là một giáo sĩ trong vai trò lãnh đạo giáo hội địa phương, ông từng đảm trách vai trò khác nhau trước khi tiến đến trở thành Tổng giám mục đô thành Genova, cụ thể, ông từng giữ các chức vụ: Giám mục phụ tá Giám quản Giáo phận Rôma (1961–1971), Giám mục chính tòa Giáo phận Tortona (1971–1975), Phó Giám quản Giáo phận Rôma (1975–1984), Tổng giám mục đô thành Tổng giáo phận Cagliari (1984–1987), Tổng giám mục đô thành Tổng giáo phận Genova–Bobbio, sau đổi tên thành Tổng giáo phận Genova (1987–1989). Ông được vinh thăng Hồng y ngày 28 tháng 6 năm 1988, bởi Giáo hoàng Gioan Phaolô II.

## Tiểu sử
Hồng y Giovanni Canestri sinh ngày 30 tháng 9 năm 1918 tại Castelspina, Italia. Sau quá trình tu học dài hạn tại các cơ sở chủng viện theo quy định của Giáo luật, ngày 12 tháng 4 năm 1941, Phó tế Canestri, 23 tuổi, tiến đến việc được truyền chức linh mục. Cử hành nghi thức truyền chức cho tân linh mục là Tổng giám mục Luigi Traglia, Giám quản Giáo phận Rôma. Tân linh mục đồng thời cũng là thành viên linh mục đoàn Giáo phận Rôma.
Sau 20 năm thi hành các công việc mục vụ với thẩm quyền và cương vị của một linh mục, ngày 8 tháng 7 năm 1961, Tòa Thánh loan tin Giáo hoàng đã quyết định tuyển chọn linh mục Giovanni Canestri, 43 tuổi, gia nhập Giám mục đoàn Công giáo Hoàn vũ, với vị trí được bổ nhiệm là Giám mục phụ tá Giám quản Giáo phận Rôma, danh nghĩa giám mục hiệu tòa Tenedus. Lễ tấn phong cho vị giám mục tân cử được tổ chức sau đó vào ngày 30 tháng 7 cùng năm, với phần nghi thức chính yếu được cử hành cách trọng thể bởi 3 giáo sĩ cấp cao, gồm chủ phong là Hồng y Luigi Traglia, Quyền Giám quản Giáo phận Rôma; hai vị giáo sĩ còn lại, với vai trò phụ phong, gồm có Tổng giám mục Ettore Cunial, Giám quản Giáo phận Rôma và Giám mục Petrus Canisius Jean van Lierde, O.S.A, Thành viên Giáo triều Rôma. Tân giám mục chọn cho mình khẩu hiệu OPUS TUUM NOS O MARIA.
Sau 10 năm đảm trách vị trí giám mục phụ tá, Tòa Thánh quyết định bổ nhiệm giám mục Giovanni Canestri đến nhiệm sở mới, cụ thể là Giáo phận Tortona. Thông báo bổ nhiệm được công bố vào ngày 7 tháng 1 năm 1971. Sau 4 năm thi hành các công việc mục vụ với quyền và nghĩa vụ giám mục chính tòa, Giám mục Giovanni Canestri được Tòa Thánh thăng Tổng giám mục Hiệu tòa Monterano, qua việc bổ nhiệm giám mục này làm Phó Giám quản Giáo phận Rôma. Thông báo về việc bổ nhiệm này được công bố cách rộng rãi vào ngày 8 tháng 2 năm 1975.
Sau 10 năm tại Giáo phân Rôma, Tòa Thánh quyết định thuyên chuyển Tổng giám mục Giovanni Canestri làm Tổng giám mục đô thành Tổng giáo phận Cagliari. Thông báo thuyên chuyển được công bố ngày 22 tháng 3 năm 1984. Hơn 3 năm sau đó, Tòa Thánh lại thuyên chuyển Tổng giám mục Giovanni Canestri làm Tổng giám mục đô thành Tổng giáo phận Genova–Bobbio, từ ngày 6 tháng 7 năm 1987.
Bằng việc tổ chức công nghị Hồng y năm 1988 được cử hành chính thức vào ngày 28 tháng 6, Giáo hoàng Gioan Phaolô II đưa ra quyết định vinh thăng Tổng giám mục Giovanni Canestri tước vị danh dự của Giáo hội Công giáo, Hồng y. Tân Hồng y thuộc Đẳng Hồng y Linh mục và Nhà thờ Hiệu tòa được chỉ định là Nhà thờ S. Andrea della Valle.
Ngày 16 tháng 6 năm 1989, Tổng giáo phận Genova–Bobbio đổi tên thành Tổng giáo phận Genova, chức vị của ông cũng thay đổi thành Tổng giám mục đô thành Tổng giáo phận Genova.
Ngày 20 tháng 4 năm 1995, Tòa Thánh chấp thuận đơn xin hồi hưu của ông, theo Giáo luật. Ông qua đời 20 năm sau đó, vào ngày 29 tháng 4 năm 2015, hưởng thọ 96 tuổi.